# Maurice Raichenbach
Maurice Raichenbach, Warschau 12 mei 1915 – Garches 1 maart 1998, was een Frans dammer. Zijn bijnaam was 'de Mozart van het dambord'.
Raichenbach werd in Powązki geboren, in het westen van Warschau. Hij kwam uit een Joodse familie. Hij was de jongste van zes kinderen en groeide in Warschau op. Op zijn vierde overleed zijn moeder. Het gezin emigreerde daarna in 1923 naar Frankrijk.
Daar kwam Raichenbach op zijn twaalfde in aanraking met het damspel. Al op zijn zestiende in 1931 werd hij vierde van de wereld in het toernooi dat door Marius Fabre gewonnen werd. Het jaar daarop verloor Raichenbach in een match tegen Fabre (9-11). In 1933 won hij op achttienjarige leeftijd met 11-9 van diezelfde Fabre en werd hij de jongste wereldkampioen tot dan toe.
In 1934 won Raichenbach een match tegen Kees Keller om de wereldtitel met 13-7, van Johan Vos in 1936 met 25-15, tegen Ben Springer in 1937 met 4 verlies- en 5 winstpartijen met 26-24, en in 1938 weer tegen Kees Keller met 17-15.
Tijdens de Tweede Wereldoorlog werd hij als genaturaliseerd Fransman in 1940 gemobiliseerd. Nadat Frankrijk had gecapituleerd, begon Raichenbach, met vervalste papieren, goederen uit Parijs naar Zuid-Frankrijk te smokkelen. Tijdens een van die transporten ging het fout. Raichenbach werd als 'Maurice Delor', de naam op zijn identiteitskaart, gevangengenomen. Hij moest naar de gevangenis van Moulins, maar na drie maanden werd hij naar de Santé-gevangenis in Parijs overgebracht. Daar wist zijn zakenpartner hem drie maanden later vrij te kopen, waarna hij per trein naar Cannes vertrok. Hij mocht van geluk spreken dat zijn echte, Joodse identiteit niet aan het licht was gekomen.
Er waren sinds 1938 geen toernooien om de wereldtitel meer gehouden, dus Raichenbach was nog steeds wereldkampioen. Na de Tweede Wereldoorlog werd hem daarom de keuze gesteld of zijn damtitel op te geven of een tweekamp tegen de nieuwe talentvolle Franse dammer Pierre Ghestem te spelen. Raichenbach koos voor het laatste, maar verloor met 14-6, in 1945. Daarmee was een (vroegtijdig) einde aan zijn damcarrière gekomen. Hij was pas 30 jaar oud en werd zakenman. In 1950 speelde hij nog wel een vriendschappelijke wedstrijd tegen Piet Roozenburg. Raichenbach leidde een confectiebedrijf met meer dan 2.000 werknemers. Na de verkoop van dit concern werkte hij nog enkele jaren succesvol als makelaar.
Raichenbach overleed op 82-jarige leeftijd. Naar hem is de Coup Raichenbach genoemd.

## Publicaties
- Govert Westerveld (es)  Biografía de Maurice Raichenbach, Campeón Mundial de las Damas entre 1933-1938 (2 vols.)
- Onopgemerkte dood van groot kampioen, door Ton Sijbrands, in: de Volkskrant, 12 juni 2004.[2]

1885-1894 Dussaut · 1895 Leclercq · 1899-1911 Weiss · 1912-1912 Molimard · 1912 Hoogland · 1925 Bizot · 1926, 1931-1932 Fabre · 1928 Springer · 1933-1938 Raichenbach · 1945, 1947 Ghestem · 1948-1954 Roozenburg · 1956 Deslauriers · 1958, 1959, 1961, 1963, 1965, 1967, 1974 Koeperman · 1960, 1964 Sjtsjogoljev · 1963 Sy · 1968-1971 Andreiko · 1972, 1973 Sijbrands · 1976, 1977, 1981, 1983-1984 Wiersma · 1978, 1980, 1984, 1985 Gantvarg · 1982 Van der Wal · 1986, 1987 Dybman · 1988-1993, 1995, 1996, 2001, 2005 Tsjizjov · 1994 Valneris · 1998, 2007, 2009, 2017, 2021 Sjvartsman · 2003-2004, 2006, 2011-2015, 2019 Georgiejev · 2016, 2018, 2022 Boomstra · 2023 Anikejev